# Vellozia auriculata
Vellozia auriculata là một loài thực vật có hoa trong họ Velloziaceae. Loài này được Mello-Silva & N.L.Menezes miêu tả khoa học đầu tiên năm 1999.